# Roraima
Roraima (tiếng Tupi: Cao nguyên xanh) (phát âm tiếng Bồ Đào Nha: [ʁoɾajmɐ]) là bang cực bắc và ít dân nhất của Brasil, nằm trong khu vực Amazon. Nó giáp các bang Amazonas và Pará, cũng như các quốc gia Venezuela (giáp các bang Bolívar và Amazonas) và Guyana (giáp các khu Thượng Demerara-Berbice và Potaro-Siparuni). Dân số là 400.000 (năm 2006), thủ phủ là thành phố Boa Vista. Roraima là tiểu bang của Brazil có ít các thành phố nhất, với tổng số 15 thành phố.

## Liên kết
| Tìm hiểu thêm về Roraima tại các dự án liên quan |                                   |
| Tìm kiếm Wiktionary                              | Từ điển từ Wiktionary             |
| Tìm kiếm Commons                                 | Tập tin phương tiện từ Commons    |
| Tìm kiếm Wikinews                                | Tin tức từ Wikinews               |
| Tìm kiếm Wikiquote                               | Danh ngôn từ Wikiquote            |
| Tìm kiếm Wikisource                              | Văn kiện từ Wikisource            |
| Tìm kiếm Wikibooks                               | Tủ sách giáo khoa từ Wikibooks    |
| Tìm kiếm Wikiversity                             | Tài nguyên học tập từ Wikiversity |

- (tiếng Anh) Brasil
- (tiếng Bồ Đào Nha) Official Website
- (tiếng Anh) Brazilian Tourism Portal Lưu trữ ngày 12 tháng 12 năm 2007 tại Wayback Machine